# Observatorio Astronómico Nacional San Pedro Mártir
El Observatorio Astronómico Nacional San Pedro Mártir es un observatorio situado en la sierra homónima, ubicado en Ensenada, Baja California, México. Fue construido por la Universidad Nacional Autónoma de México. En 1971 se instalan los telescopios de 84cm. y de 1.5m. Y en 1979 la UNAM inaugura el telescopio de 2.1m. Se trata del observatorio más importante de México. Está situado a una altitud de 2,800 m s. n. m.
El telescopio reflector principal, diseñado por José de la Herrán, fotografió al asteroide (1915) Quetzálcoatl. Varias instituciones han solicitado el permiso del observatorio para construir telescopios similares, denominados "Mextel".

## Historia
Los antecedentes del observatorio se remontan a 1867, cuando abre sus puertas al público en general en el Palacio Nacional. Poco más de una década después es trasladado al Castillo de Chapultepec. Tuvo un costo de 1.2 millones de euros y fue financiado conjuntamente por las universidades de Berna y Ginebra, PlanetS de Suiza, la Universidad de Cambridge, la UNAM, mediante el Instituto de Astronomía.
Inició su funcionamiento en 1971 con dos telescopios, y uno más de 2,1 m inaugurado en 1979, al cual se le integra el detector Mepsicrón, desarrollado por el Instituto de Astronomía. En 1989 se realizó la primera conexión satelital y en 2010 se inauguró un telescopio robótico para la detección del seeing.
A partir de los años 2010 se han realizado notables contribuciones en el observatorio; por ejemplo, en 2011 se automatizó el funcionamiento de uno de sus primeros telescopios (el de 1,5 m) y, al año siguiente, en 2012 se le acopló a este mismo un instrumento RATIR como parte de una colaboración con la NASA. Entre 2016 y 2020 se instalaron cuatro telescopios adicionales, entre los cuales se encuentra el SAINT-EX en 2019 que contó con la colaboración de Didier Queloz y de los investigadores Michaël Gillon y Brice Demory.

## Telescopios

### En operación
Actualmente el observatorio cuenta con más de tres telescopios los cuales opera en conjunto con otras instituciones:
- Telescopio de 0.84m. Instalado en 1971. Es un telescopio de operación manual, dedicado a la polarimetría y fotometría estelar.
- Telescopio de 1.5m. Instalado en 1970. Es un telescopio robotizado equipado con una cámara de sensores ópticos e infrarrojos, dedicado a la investigación de rayos gamma.
- Telescopio de 2.1m. Instalado en 1979. Es el telescopio óptico con mayor diámetro en México. Se usa principalmente en estudios de espectroscopía astronómica.
- Telescopio BOOTES-5 con un diámetro de 0.6m, inaugurado en 2015. Es un telescopio robotizado que forma parte de la red BOOTES. Se usa en la investigación de estallidos de rayos gamma.
- COATLI de 0.5m, es un telescopio robotizado.
- COLIBRI de 1.3m, usado en la investigación de rayos gamma y altas energías.
- SAINT-EX de 1.0m. Instalado en 2019. Es un telescopio dedicado a la búsqueda y caracterización de planetas fuera del sistema solar (exoplanetas).

### Proyectos a futuro
- Telescopio San Pedro Mártir (TSPM)
- TAOS-II
- DDOTI

## Responsabilidades y metas
- Debido a que el observatorio se encuentra en el parque nacional Sierra de San Pedro Mártir, se tiene contemplado minimizar el impacto de la operación de los telescopios en el entorno.
- Se tiene pensado ayudar a ver galaxias, planetas o asteroides.
- En general se atienden las necesidades de todos los observadores visitantes.
- Se pretende impulsar un proceso de planeación abierta y participativa del personal que labora en el observatorio, estimulando a todos a tener iniciativa y un alto sentido de responsabilidad.  Aunque en primera instancia se trata de un centro de investigación se atiende, en la medida de lo posible, al público interesado en la astronomía que con frecuencia visita el sitio.[5]